# Louis Le Tonnelier de Breteuil
Pour les articles homonymes, voir Famille Le Tonnelier de Breteuil et Breteuil.
Louis Le Tonnelier de Breteuil est un administrateur né en 1609 et mort le 18 janvier 1685 âgé de 76 ans.

## Biographie

### Famille
Fils de Claude Le Tonnelier (né en 1580, mort le 9 avril 1630), seigneur de Breteuil et de Marie Le Fèvre de Caumartin, dame de Boissettes, il épouse le 6 janvier 1637  Chrétienne Le Court (1618-1707) veuve de Nicolas de Bragelongne, chevalier, seigneur de la Touche, maître d'hôtel du roi.
Ils eurent dix enfants :
- François Le Tonnelier de Breteuil, 1er marquis de Fontenay-Trésigny (1638-1705), un de ses fils était un noble François-Victor Le Tonnelier de Breteuil, 2e marquis de Fontenay-Trésigny (1686-1743).
- Antoine Le Tonnelier de Breteuil (1640-1696) –  officier de marine et aristocrate.
- Charles Achille Le Tonnelier de Breteuil (1640-1708)
- Louis Le Tonnelier de Breteuil (1642-1712)
- Louis Le Tonnelier de Breteuil (1643)
- Jean-Baptiste Le Tonnelier de Breteuil (1644-1668)
- Claude Le Tonnelier de Breteuil (1644-1698) – prélat Et évêque de Boulogne.

- Louis Nicolas Le Tonnelier de Breteuil (1648-1728), marié (1°) le 03 août 1679, avec Anne Marie Lefèbvre de Caumartin ( - 1660), marié (2°) en 15 avril 1697, avec Gabrielle Anne de Froulay (1670–1740), fille de Charles de Froulay (1601–1671) dont, parmi ses enfants se trouvaient René Alexandre Le Tonnelier de Breteuil (1698-1720), Charles Auguste Le Tonnelier de Breteuil (1701-1731), qui est devenu plus tard père diplomate et homme politique Louis Auguste Le Tonnelier de Breteuil (1730–1807), Gabrielle Emilie Le Tonnelier de Breteuil, ensuite Emilie du Chatelet (1706-1749), lequel est devenue plus tard une mathématicienne, muse du philosophe Voltaire, mariée le 12 juin 1725, avec Florent Claude du Châtelet (1695-1765), et parmi ses fils il y avait officier et diplomate Louis Marie Florent du Châtelet (1727–1793).
- Marie Anne Le Tonnelier de Breteuil (1655)
- Élisabeth Chrétienne Le Tonnelier de Breteuil (1657)

### Carrière
Le 26 janvier 1632 il devient conseiller au Parlement de Bretagne. Le 17 décembre 1637 il est conseiller au Parlement de Paris et commissaire en la première chambre des requêtes du palais.
Le 16 janvier 1644 il est reçu maître des requêtes. Le 15 octobre 1646 il est commis intendant de Languedoc, Cerdaine et Roussillon et le 11 août 1653 intendant de la généralité de Paris. Du 20 octobre 1657 au 12 décembre 1665, il occupe les fonctions de contrôleur général des finances et conseiller d'État.